# Schwaighausen (Holzgünz)
Das Dorf Schwaighausen ist ein Ortsteil der Gemeinde Holzgünz im Landkreis Unterallgäu in Bayern.

## Geographie
Der Ort liegt etwa vier Kilometer nordöstlich der kreisfreien Stadt Memmingen sowie einen Kilometer südwestlich von Holzgünz. 600 m südöstlich des Ortes verläuft die A96.

## Geschichte
Schwaighausen entstand zwischen 8. und 10. Jahrhundert aus einer vom Günztal aus gerodeten Weide-Schwaige. Die erste urkundliche Erwähnung ist von 1315, als Konrad von Rothenstein dem Memminger Heiliggeistspital einen Hof versetzte. Im Mittelalter war das Dorf Bestandteil der Herrschaft Eisenburg. Im Lauf der Zeit zersplitterte es an verschiedene Grundherren, Ende des 18. Jahrhunderts waren es deren zehn. Im 15. Jahrhundert bestand Schwaighausen laut einer Verkaufsurkunde aus drei Höfen und zwei Sölden.
Die ehemalige Gemeinde Schwaighausen wurde am 1. Mai 1978 nach Holzgünz eingegliedert.

## Sehenswürdigkeiten
In der Dorfmitte steht die 1748 erbaute Kapelle St. Franz Xaver. Sehenswert sind der Rokokoaltar von 1752, das farbenfrohe Langhausdeckenbild, die Holzfigur des Hl. Sebastian und zwei kleine Halbfiguren aus dem frühen 16. Jahrhundert.